# Kieran O'Brien
Kieran O'Brien est un acteur britannique né en 1973 à Rochdale dans le Lancashire, en Angleterre.

## Filmographie

### Cinéma
- 1987 : Bellman and True de Richard Loncraine
- 2005 : 9 Songs de Michael Winterbottom
- 2005 : Goal! de Danny Cannon
- 2007 : Goal 2 : La Consécration de Jaume Collet-Serra
- 2018 : Peterloo de Mike Leigh

### Télévision

#### Séries
2000 : Jason et les Argonautes